# ميرفين فرنانديز
ميرفين فرنانديز (بالإنجليزية: Mervyn Fernandez)‏ هو لاعب كرة القدم الكندية أمريكي، ولد في 29 ديسمبر 1959 في ميرسيد في الولايات المتحدة.

## وصلات خارجية
- ميرفين فرنانديز على موقع مرجع كرة القدم المحترفة.كوم (الإنجليزية)